# Tom Lanoye
Tom Lanoye (uitspraak: /lɑ'nwa:/; Sint-Niklaas, 27 augustus 1958) is een Belgisch romancier, dichter, columnist, scenarist, performer en theaterauteur. Hij woont en werkt in Antwerpen (België) en Kaapstad (Zuid-Afrika).

## Biografie
Lanoye was de jongste zoon van een slager. Hij bezocht in Sint-Niklaas het Sint-Jozef-Klein-Seminarie College, toentertijd nog een jongenscollege. Hij studeerde Germaanse Filologie en sociologie aan de Universiteit Gent. In die jaren was hij ook actief lid van het vrijzinnige Taalminnend Studentengenootschap (TSG) 't Zal Wel Gaan. Lanoye studeerde af op een scriptie getiteld De poëzie van Hans Warren. Hij publiceerde zijn eerste werk in eigen beheer, naar eigen zeggen: ‘zoals alle punkbands toentertijd deden: uit onvrede met de bestaande structuren, en om het vak van binnenuit te leren’.
Hij komt vaak op zowel radio als televisie, niet alleen in België, maar ook in Nederland. Verder treedt hij op in theaters met avondvullende bewerkingen van eigen romans of toneelstukken. Zijn provocerende uitspraken bezorgen Lanoye regelmatig publieke belangstelling. Hij identificeert zichzelf als atheïst.
Zijn literair werk is in meer dan vijftien talen gepubliceerd of opgevoerd. Sinds de vertaling van zijn roman Sprakeloos (La langue de ma mère, 2011) is hij ook doorgebroken in Franstalig België. Zes van zijn romans werden verfilmd, waarvan één, Het derde huwelijk, in het Frans (Troisièmes Noces).
Op 20 januari 1996 lieten Lanoye en zijn Nederlandse partner René Los, onder grote mediabelangstelling, als eerste homo’s hun samenleefcontract inschrijven op een gloednieuw stadsregister. Een symbolische actie, bedoeld om de discussie rond het homohuwelijk te versnellen. Vanwege conservatieve tegenstand vond de ondertekening niet plaats in het beroemde stadhuis van Antwerpen, maar in het kabinet van de schepen (wethouder) van Burgerlijke Stand en Emancipatie. Nadat België in 2003 als tweede land ter wereld (na Nederland) het homohuwelijk bij wet toeliet, trouwden Los en Lanoye officieel. Zonder pers, in het stadhuis.
In de zomer van 2023 vierde Radio 1 de 65ste verjaardag van Tom Lanoye met de podcastreeks "Viva Lanoye", gemaakt door Radio 1-presentator Vincent Byloo. In november 2023 werd de reeks op het DS Podcastfestival in Oostende bekroond met een Oorkonde in de categorie "Cultuur".
Op 11 maart 2024 werd bekendgemaakt dat de Prijs der Nederlandse Letteren — de belangrijkste literaire onderscheiding van het Nederlands taalgebied — aan hem wordt toegekend. Lanoye is de vierentwintigste laureaat, na voorgangers als Herman Teirlinck, Stijn Streuvels, Gerard Walschap, Hugo Claus, WF Hermans, Hella S. Haasse, Harry Mulisch, Gerard Reve, Jeroen Brouwers, Leonard Nolens, Judith Herzberg en Astrid Roemer.

## Literair werk

##### Vroege jaren
Vanaf 1981 tot 1982 vormde Tom Lanoye samen met James Bordello (pseudoniem van Peter Roose) een duo dat in Gentse studentencafés optrad als ‘de Twee Laatste Grote Poëtische Beloften Van Net Voor De Derde Wereldoorlog’. Een jaar later nam het duo deel aan de Nacht van de Poëzie in Utrecht. Ook schreef Lanoye polemische stukken voor de tijdschriften De Zwijger, Propria Cures, Humo en ‘T Zwarte Gat — een studentenblad waarvan hij de hoofdredacteur was en dat maar vier nummers uitbracht.
In 1985 verscheen zijn prozadebuut, de deels autobiografische verhalenbundel Een slagerszoon met een brilletje. Na een televisieoptreden in hetzelfde jaar bij Sonja Barend werd hij een bekende Vlaming. Op zijn debuut volgde de prozawerken Alles moet weg (1988) en Kartonnen dozen (1991). Dat laatste vormt samen met Een slagerszoon met brilletje en het later verschenen Sprakeloos (2009) 'De Wase Trilogie'.
In de statuten van de in 1992 opgerichte n.v. L.A.N.O.Y.E., het eenmansbedrijf van de schrijver, omschrijft hij zijn werk als 'alle vormen van teksten en schriftuur, zowel voor boeken, kranten, tijdschriften en andere drukwerken als voor toneelopvoeringen, cabaret- en zangvoorstellingen, dit alles onder eender welke vorm en in de meest ruime zin van het woord'.

##### Shakespeare en de Monstertrilogie
In het buitenland werd Lanoye opgemerkt als hedendaags dramaturg met zijn twaalf uur lange bewerking in verzen van acht stukken van Shakespeare, Ten Oorlog (1997). Ze ging in Duitse vertaling (Schlachten!) in première op de Salzburger Festspiele. In 2015 werd deze legendarische marathonvoorstelling verkozen tot het meest belangwekkende toneelstuk in de Nederlandstalige theaterliteratuur.
In 1997 verscheen Het Goddelijke Monster, het eerste deel van De Monster Trilogie. Later volgden Zwarte Tranen en Boze Tongen. De trilogie werd in 2011 tot een televisieserie "Het goddelijke monster" gemaakt.

##### Een gevestigde naam
Naast Ten oorlog volgden andere bewerkingen van klassieke toneelstukken: Mamma Medea (vrij naar Euripides), Mefisto for ever (vrij naar Klaus Mann) en Atropa. De wraak van de vrede (vrij naar Euripides, Aeschylus, George W. Bush, Donald Rumsfeld en Curzio Malaparte). Die laatste twee stukken vormen begin en slot van De triptiek van de macht van regisseur Guy Cassiers. Ze werden in diens enscenering beide uitgenodigd op het Festival d’Avignon, dat in 2011 het duo opnieuw uitnodigde. Bloed en rozen, hun historische stuk over Jeanne d’Arc en kindermoordenaar Gilles de Rais stond vijf avonden in de prestigieuze Cour d’Honneur van het Palais des Papes, voor in totaal 10.000 toeschouwers.
Van 2003 tot 2005 was Lanoye stadsdichter van Antwerpen, de eerste Belgische stad die een dergelijke functie openstelde. In deze functie schreef hij een gedicht dat geprint op een groot banier aan de Boerentoren, ‘Europa’s eerste wolkenkrabber', werd gehangen. Het gedicht was een liefdesverklaring van die toren aan middeleeuwse toren van de O.-L.-Vrouwenkathedraal. Later schreef Lanoye als 'respons' van de kathedraaltoren een klankgedicht dat werd ingezongen door de volkszangeres La Esterella, met wie hij vaker samenwerkte. (Op haar uitvaart in 2011 sprak hij in diezelfde kathedraal een begrafenisrede voor haar uit).
In 2007 werd Lanoye in Nederland als eerste Belg bekroond met de Gouden Ganzenveer voor zijn oeuvre en kreeg hij een eredoctoraat van de Universiteit Antwerpen.
Eind 2009 verscheen zijn roman Sprakeloos, die handelt over de dood van zijn moeder - een amateuractrice die, na een beroerte, haar spraak verliest. De roman werd een van meest geprezen werken: het verscheen op de shortlists van de Gouden Uil, de Libris Literatuur Prijs, de AKO Literatuurprijs en werd bekroond met de Gouden Uil Publieksprijs en de Henriette Roland Holst-prijs. In 2012, drie jaar na verschijning, eindigt Sprakeloos op de derde plaats bij een verkiezing van de meest populaire Vlaamse klassieker, na Louis Paul Boons De Kapellekensbaan (1953) en Van den vos Reynaerde (13e-eeuws epos).
Op verzoek van de Stichting CPNB schreef Tom Lanoye in 2012 de novelle Heldere hemel als Boekenweekgeschenk (oplage 833.000 exemplaren). Tom Lanoye was de vierde Belgische auteur van het Boekenweekgeschenk, Hubert Lampo (1969), Marnix Gijsen (1978) en Hugo Claus (1989) gingen hem voor. Het was de eerste maal dat een Boekenweekgeschenk ook in Vlaanderen werd verspreid.
Om Tom Lanoye verder onder de aandacht te brengen van lezers, werd er tijdens de Boekenweek 2012 nog een boekje gepresenteerd als: cadeau van de bibliotheek. Achterin dit deeltje, is de OB-prijsvraag te vinden: Doe de Tom Lanoye-test. Deelnemers konden 10 vragen over Tom Lanoye op de site boekenweek.nl, of sturen naar de Stichting CONB.
- Tom Lanoye, geschreven portret, redactie: Just Enschedé, Edwin Krijgsman, foto's: Robert Elsing, uitgave: CPNB, Amsterdam, 64 p, 18 cm, ISBN 978-90-5965-151-7

Opnieuw op verzoek van de Stichting CPNB — en met de steun van Turing Foundation (Amsterdam), Poetry International (Rotterdam) en Poëziecentrum (Gent) — schreef Lanoye ook het Poëzieweekgeschenk ter gelegenheid van de Poëzieweek 2019. Zijn voorgangers waren o.a. Anna Enquist, Ilja Leonard Pfeijffer, Stefan Hertmans en Peter Verhelst. Het opgelegde thema was ‘vrijheid’, de titel van het geschenk Vrij — wij?

##### Verfilmingen, Bloednoot, en polemieken
Begin 2016 bundelt en bewerkt Lanoye zijn meest spraakmakende speeches en polemieken in de bundel Revue Lanoye. Filippica. Het boek bevat onder andere de artikelen die Lanoye wijdde aan een sindsdien beruchte zaak van Antwerps politiegeweld: de zaak-Jonathan Jacob. Op een twee weken durend festival in Oostende, waarbij diverse liefhebbergroepen aan de slag gaan met toneelstukken van hem, stelt Lanoye in mei ook zijn eigen muziekgroep voor: Bloednoot ©, een ‘impro-jazz-lit-trio’ met bassist Nicolas Rombouts en percussionist Teun Verbruggen. Hun enige spelregel luidt: ‘Wij repeteren nooit’.
In 2017 kwam de verfilming van Sprakeloos uit in Vlaanderen en Nederland, geregisseerd door Hilde Van Mieghem en met als hoofdacteurs Stany Crets en Viviane De Muynck. Ook de Nederlanders Halina Reijn en Hans Kesting spelen een bescheiden rol. Stany Crets speelde eerder ook al een hoofdrol, toen aan de zijde van Peter Van den Begin, in de allereerste Lanoye-verfilming Alles moet weg (1996), in een regie van Jan Verheyen en gebaseerd op Lanoyes gelijknamige romandebuut. Sprakeloos, de film wint op het Filmfestival van Oostende de Telenet Publieksprijs (2017).
In 2017 koopt het Luikse productiehuis Frakas de filmrechten voor een Franstalige verfilming van Het derde huwelijk. Troisièmes Noces wordt uitgebracht in 2018, geregisseerd door David Lambert en met o.a. Bouli Lanners en Rachel Mwanza in de hoofdrollen. 
In 2020 koopt productiemaatschappij Mindsmeet de rechten van Kartonnen dozen. De beoogde regisseur en scenarist zijn Bavo Defurne en Yves Verbraeken. 
Nog in 2020 herneemt Lanoye zijn wekelijkse column in het magazine HUMO.
In lente van 2022 verschijnt de eerste historische en — met zijn 480 pp’s — ook lijvigste roman van Lanoye: De draaischijf. Kunst, collaboratie, lafheid en tomeloze ambitie vermalen drie innig verbonden levens. Acteur-regisseur Alex Desmedt, zijn vrouw en steractrice Lea Liebermann en zijn broer Rik Desmedt, een dirigent-componist die voluit de kant van de nazi’s kiest. Het boek speelt zich af in twee steden, Antwerpen en Den Haag, en in twee schouwburgen, ‘den Bourla’ en ‘de Koninklijke aan het Korte Voorhout’. En dit over een periode van vijftig jaar.
In de zomer van 2023 presenteerde Lanoye tijdens Theater Aan Zee in Oostende zijn Paul Verbraekenlezing in boekvorm, het gecontesteerd schotschrift over het spook van 'woke': Woke is het nieuwe Marrakech-pact (of: Hoe ons Capitool al elke dag wordt bestormd). Waarin hij kritiek levert op Bart De Wever en diens aanval op de woke beweging. Lanoye waarschuwt hierin dat dit alleen maar extreemrechts in de kaart speelt. Het pamflet haalde meerdere herdrukken en meerdere boekentoptiens. Op 18 oktober 2023 bracht Lanoye het pamflet integraal op de planken, aangedikt met improvisaties en actuele commentaar, in een zes uur durende voorstelling onder de titel WOKE IS… DE MARATHON in de KVS te Brussel.
Op 11 maart 2024 werd bekendgemaakt dat Lanoye bekroond zou worden met de Prijs der Nederlandse Letteren 2024. Lanoye is de eerste Vlaamse laureaat sinds 2012 (Leonard Nolens). Op 1 oktober 2024 werd de prijs feestelijk aan de auteur uitgereikt door de Belgische vorst Filip 1, in het Koninklijk Paleis te Brussel. Lanoyes dankwoord, getiteld ‘Mijn taalstrijd’, vond veel weerklank. In de daaropvolgende week haakte de laureaat aan de officiële uitreiking nog drie volkse theatervieringen vast, toegankelijk voor iedereen en onder de titel 'Tournée Royale’: Gent, Sint-Niklaas en Antwerpen.

## Theater
Het theaterwerk van Lanoye bestaat uit meer dan dertig stukken. Meestal gaat het om typische ensemblestukken, voor meer dan zes, in sommige gevallen meer dan vijftien acteurs. Het kan gaan om oorspronkelijke stukken, zoals het absurde De Jossen, waarin alle personages ‘Jos’ heten, of om adaptaties zoals De Russen: een zes uur durende Tsjechov-bewerking die Lanoye schreef op vraag van Ivo van Hove (Toneelgroep Amsterdam) en waarin hij twee jeugdwerken van Tsjechov (Ivanov en Platonov) in elkaar schrijft, met inbegrip van vele nieuwe scènes.
In de lente van 2015 voerde Lanoye een heuse theatertrilogie ten tonele. Eerst een bewerking van Shakespeares King Lear, voor Toneelgroep Amsterdam en regisseur Eric de Vroedt: Koningin Lear, met de Vlaamse Frieda Pittoors in de hoofdrol. Daarnaast Revue Ravage. Dood van een politicus, een muziektheaterscript à la Bertold Brecht voor regisseur en hoofdrolspeler Josse de Pauw — een coproductie van KVS (Brussel), NTGent, Théâtre National (Bruxelles) en de Flat Earth Society (Gent) van componist Peter Vermeersch. De tekst verscheen gratis bij de krant De Standaard, in een oplage van vele tienduizenden. Tot slot GAZ. Pleidooi van een gedoemde moeder, een monoloog voor Viviane De Muynck, die de moeder speelt van een jonge moslimbekeerling die, teruggekeerd uit Syrië, een bloedige aanslag pleegt met tientallen doden, alvorens door de politie te worden doodgeschoten. Het stuk was onderdeel van de WOI-verdenking GoneWest, werd door Piet Arfeuille geregisseerd voor Theater Malpertuis en toerde later ook in het Frans, nog steeds gespeeld door Viviane De Muynck.
In de herfst van 2017 ging bij Zuidpool (Antwerpen) Lanoyes bewerking van Christopher Marlowes Edward II in première, in een regie van Jorgen Cassier. Het stuk geldt als het eerste koningsdrama uit de Angelsaksische literatuur en handelt over de homoseksuele vorst Erward II en diens favoriet Gaveston. 
Tot het theaterwerk van Lanoye behoren ook zijn solo’s: geënsceneerde teksten van hemzelf, opgezet als toneelproducties, met licht- en klankregie, en meestal gespeeld in theaters in België en Nederland. Hij leest en draagt daarbij voor uit eigen werk. Het optreden kan echter niet worden gezien als een lezing, maar eerder als een literaire onemanshow. Van Sprakeloos op de planken maakte Lanoye een tweetalige Frans-Nederlandse productie, fifty-fifty in de beide talen, en telkens met boventiteling van de gesproken tekst in de andere taal. Na vijf uitverkochte voorstellingen in Théâtre National (Bruxelles) tourde de voorstelling in de herfst van 2013 door Franstalig België.
In datzelfde Théâtre National, en i.s.m. Théâtre Royal de Namur, ging op 8 januari 2019 La Reine Lear in première, de Franstalige versie van de Shakespeare-bewerking die Lanoye  schreef voor Toneelgroep Amsterdam (2015) en die eerder in Frankfurt Schauspiel (2016) speelde, en kort daarop (maart 2019) ook tijdens de Klein Karoo Nationale Kunstefees in Oudtshoorn, in respectievelijk Duits en Afrikaans. In april 2019 werd de radicale Shakespeare-bewerking in Kaapstad bekroond met maar liefst acht Kanna's, de Zuid-Afrikaanse 'Oscars voor theater'. De voorstelling verzilverde alle categorieën waarvoor ze was genomineerd.
Tijdens het culturele seizoen 2018-2019 toerde Lanoye rond in Vlaanderen en Nederland met de voorstelling Jubilee Lanoye. De voorstelling bestaat uit twee delen. Voor de pauze brengt de jarige op verzoek van het publiek fragmenten uit zijn hele oeuvre. In het tweede deel van treedt ©Bloednoot aan, een grensverleggend ‘impro-jazz-lit-combo’ waarbij contrabassist Nicolas Rombouts (o.a. Dez Mona) en drummer Teun Verbruggen (o.a. Flat Earth Society) ter plekke ‘woordkabaal en taalmuziek’ bedenken bij teksten van Lanoye. Eind september 2020 is ©Bloednoot de afsluitende act van Jazz Middelheim; het is de eerste keer dat Lanoye optreedt op een muziekfestival.
In mei 2019 schreef Tom Lanoye Verloren vader voor Theater Na de Dam. Elf Nederlandse stadsgezelschappen presenteren tegelijkertijd de tekst op de avond van de Nationale Dodenherdenking (4 mei). De tekst gaat over een oud-strijder die door zijn voortschrijdende dementie steeds minder zeker wordt van zijn herinneringen aan de Tweede Wereldoorlog. De tekst werd uitgegeven en verdeeld door De Nieuwe Toneelbibliotheek.
Voor NTGent en Theaterfestival Zeelandia schreef Lanoye een ‘vervolg’ op de klassieker van Edward Albee, Who’s afraid of Virginia Woolf. In Wie is bang is een doorgewinterd theaterkoppel — gespeeld door Els Dottermans en Han Kerckhoffs, die ook echt een koppel vormen — uit geldnood verplicht om Albee’s klassieker te blijven spelen. Voor de allerlaatste herneming kunnen ze onverwacht subsidie krijgen, op voorwaarde dat ze dit keer twee tegenspelers met een migratieachtergrond kiezen, die zelf van die regeling evenwel niet op de hoogte zijn. 
Eind 2019 ging een schrijfopdracht van theater D’Haus in première in thuisstad Düsseldorf: een grondige herbewerking van het laatste deel van Ten oorlog/Schlachten, onder de titel: Henry VI & Margarethe di Napoli (nach Shakespeare). 
In 2022 zien drie nieuwe theaterprojecten het licht. Eerst OustFaust (vrij en wild naar Goethe), geschreven op vraag van Het Nationale Theater in Den Haag, in een regie van Theu Boermans en met Romana Vrede als Faust. Voor het Antwerp Spring Festival en componiste Hanne Deneire schreef Lanoye zijn eerste libretto, Bonaparte. Monoloog met demonen. Het wordt gezongen door zanger-acteur Stefaan Degand. Voor het gezelschap Tutti Fratelli (Antwerpen) en regisseur Jan Sobrie maakte hij De störm (vrij naar Shakespeare), een bewerking in Antwerpse vijfvoetige jamben. Artistiek bezieler van het gezelschap, Reinhilde Decleir, zou in het stuk een dubbelrol spelen — tovenaar Prospero alsook een nieuwe, door Lanoye bedachte rol: de geest van Sycorax, moeder van aardslaaf Kalibaan. Decleir wordt tijdens de repetities evenwel ongeneeslijk ziek en overlijdt. Maar de door haar ingesproken teksten van Sycorax worden in de voorstelling toch gebruikt, als artistiek testament. 
Begin 2024 gaat bij Theatergroep Suburbia Lanoyes nieuwste ingrijpende Shakespeare-bewerking in première: Lady+Lord MacBeth, in nauwe samenwerking geschreven met regisseur Olivier Diepenhorst. Hij regisseerde in 2022 van Lanoye ook al Mamma Medea, bij hetzelfde gezelschap en met in de hoofdrollen Charlie Chan Dagelet en Stefan Rokebrand. Nu zijn die weggelegd voor Joy Wielkens en Alwin Pulinckx.
De bekendste solo's van Lanoye op een rij:
- Jamboree (1982-1984)
- Een slagerszoon met een brilletje (1986)
- In de piste (1988-1989)
- Kartonnen dozen (1992)
- Gespleten en bescheten (1997-1999)
- The very best of the artist formely known as a young man (1998)
- Ten oorlog - De solo (2000)
- Veldslag voor een man alleen (2003-2004)
- Geletterde Mensen (2006), samen met de Zuid-Afrikaanse dichteres Antjie Krog
- Woest (2008) 50 jaar Lanoye
- Sprakeloos (2011-2012). Tijdens de Nederlandse Boekenweek van 2012 werd deze voorstelling ook opgevoerd voor een uitverkocht Carré in Amsterdam.
- Solo Ten Oorlog (2017-2018)
- Jubilee Lanoye & guest act Bloednoot (2018-2019)
- Woke is... de marathon (2023)
- Tournée Royale + Special Guests (2024)

## Belangrijkste bekroningen
- 1992 - Humo's Gouden Bladwijzer voor Kartonnen dozen
- 1994 - Toneelprijs van de provincie Antwerpen voor Blankenberge
- 1995 - Arkprijs van het Vrije Woord voor Maten en gewichten
- 1998 - Océ Podium Prijs voor Ten oorlog
- 1998 - Prosceniumprijs voor Ten oorlog
- 1999 - Thaliaprijs voor Ten oorlog
- 1998 - Humo's Gouden Bladwijzer voor Het goddelijke monster
- 2000 - Driejaarlijkse Vlaamse Gemeenschapsprijs voor Toneelletterkunde voor Ten oorlog
- 2000 - Innovationspreis Theatertreffen Berlin voor Schlachten! (Ten oorlog)
- 2000 - Gouden Uil Publieksprijs voor Zwarte Tranen
- 2000 - Humo's Gouden Bladwijzer voor Zwarte Tranen
- 2001 - Johnny van Doornprijs voor de Gesproken Letteren
- 2003 - Gouden Uil Literatuurprijs voor Boze Tongen
- 2003 - Gouden Uil Publieksprijs voor Boze Tongen
- 2004 - De Inktaap voor Boze tongen
- 2007 - De Gouden Ganzenveer voor zijn oeuvre
- 2007 - Eredoctoraat Universiteit Antwerpen (UA)
- 2010 - Gouden Uil Publieksprijs voor Sprakeloos
- 2011 - De Henriette Roland Holst-prijs voor Sprakeloos
- 2012 - De vijfjaarlijkse prijs voor podiumteksten van De Koninklijke Academie voor Nederlandse Taal- en Letterkunde voor Atropa. De wraak van de vrede
- 2013 - De Constantijn Huygens-prijs voor zijn hele oeuvre
- 2016 - Cutting Edge Award voor Revue ravage. Dood van een politicus
- 2018 - Groenman-taalprijs
- 2023 - de Boon Publieksprijs voor De draaischijf
- 2023 - Benoeming Chevalier des Arts et des Lettres (FR)
- 2023 - Muze van Sabam voor zijn hele carrière [16]
- 2024 - Prijs der Nederlandse Letteren voor zijn oeuvre

## Bestseller 60
| Boeken met noteringen in de Nederlandse Bestseller 60 | Jaar van verschijnen | Datum van binnenkomst | Hoogste positie | Aantal weken | Opmerkingen      |
| ----------------------------------------------------- | -------------------- | --------------------- | --------------- | ------------ | ---------------- |
| Sprakeloos                                            | 2009                 | 21-03-2012            | 13              | 4            | verfilmd in 2017 |
| Gelukkige slaven                                      | 2013                 | 11-09-2013            | 18              | 4            |                  |
| De draaischijf                                        | 2022                 | 13-04-2022            | 31              | 2            |                  |
| ReinAard                                              | 2025                 | 23-04-2025            | 58              | 1            |                  |